# Karl Friedrich Closs

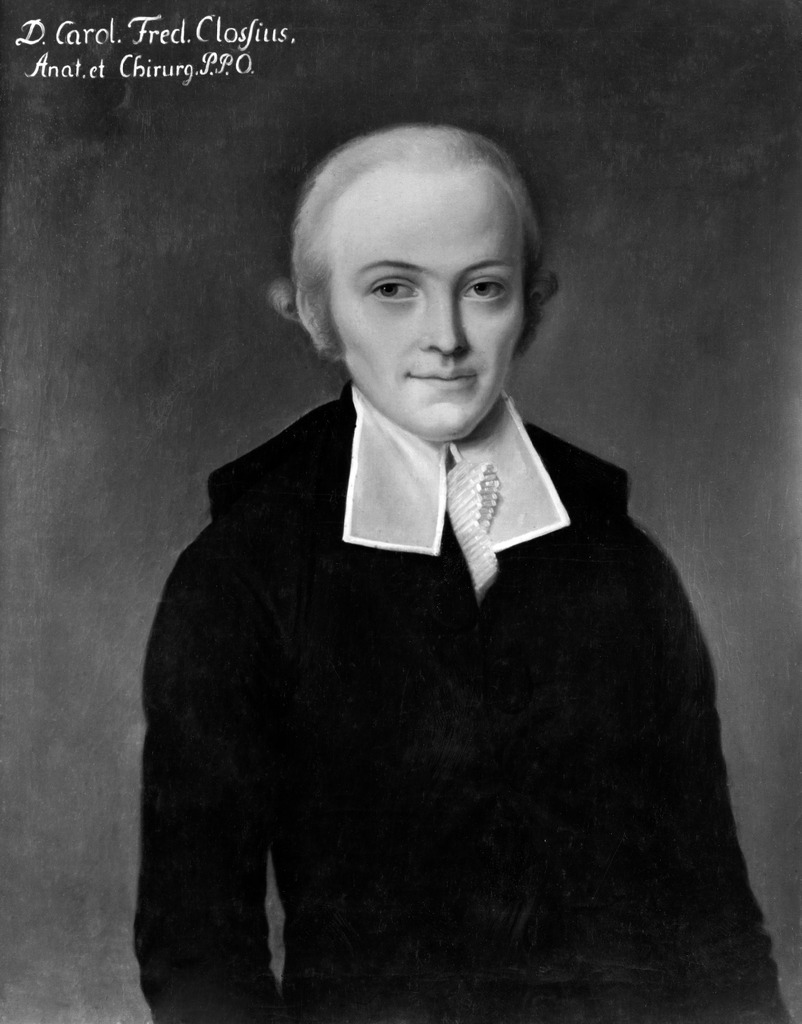
Karl Friedrich Closs in der Tübinger Professorengalerie

Karl Friedrich Closs (auch Carl Fri[e]drich Clossius; latinisiert auch Carolus Fredericus Clossius; * 25. März 1768 in Housholredyk bei Den Haag oder in Hanau; † 20. Mai 1797 in Tübingen) war Professor für Anatomie und Chirurgie an der Universität Tübingen.

## Leben
Karl Friedrich Closs studierte in Tübingen, Würzburg, Marburg und Berlin. Ab 1790 war er preußischer Oberstabschirurg. Im Jahr 1792 bekam er die medizinische Ehrendoktorwürde (Dr. med. h. c.) der Universität Marburg. Er wurde 1792 außerordentlicher Professor der Medizin in Tübingen und 1793 Vorstand der dortigen Klinik. 1795 wurde er ordentlicher Professor der Anatomie und Chirurgie in Tübingen. Er sprach sich 1797 gegen die Anwendung von Folter und qualvollen Todesstrafen aus. Closs starb im selben Jahr in Tübingen am Nervenfieber.